# Afrarchaea lawrencei
Afrarchaea lawrencei là một loài nhện trong họ Archaeidae. Loài này phân bố ở Nam Phi.